# Ambia klossi
Ambia klossi is een vlinder uit de familie van de grasmotten (Crambidae). De wetenschappelijke naam van de soort is voor het eerst gepubliceerd in 1916 door Lionel Walter Rothschild.
De spanwijdte bedraagt 16 millimeter.
De soort komt voor in Papoea (Indonesië).